# 聖佩德羅喬盧拉

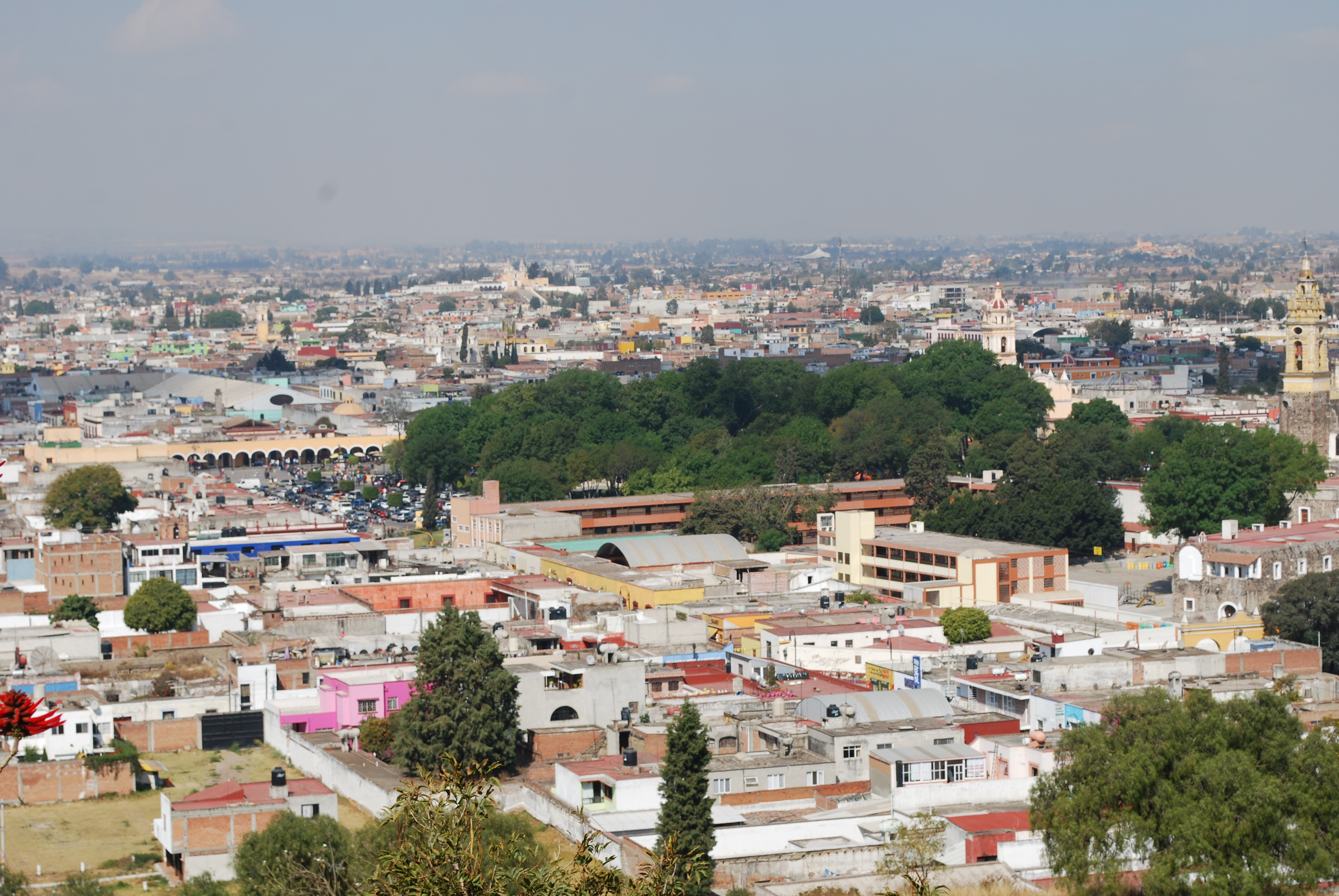

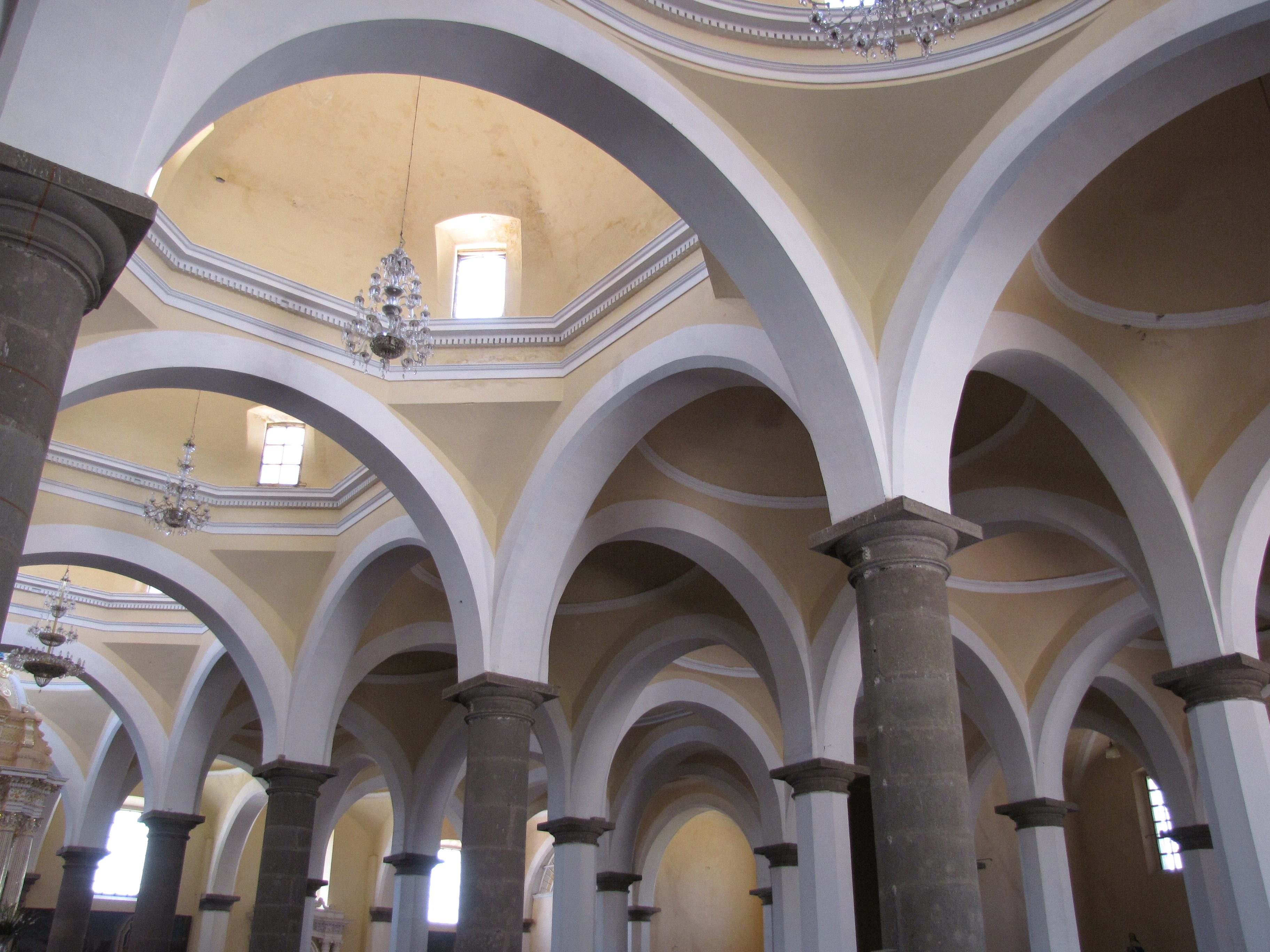

聖佩德羅喬盧拉（西班牙語：San Pedro Cholula）是墨西哥的城市，位於該國南部，由普埃布拉州負責管轄，始建於公元前500至200年，面積51平方公里，海拔高度2,190米，2005年人口113,436。

## 图册

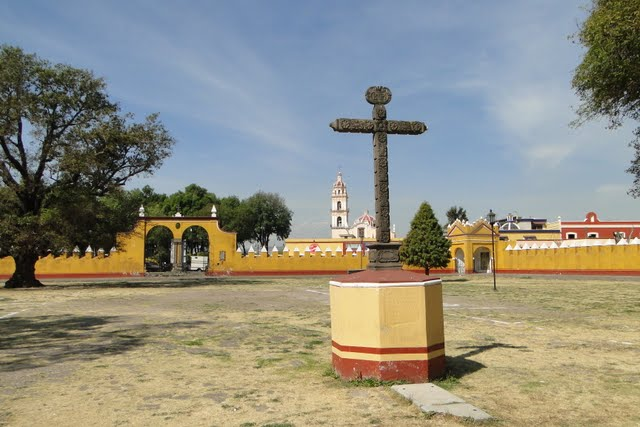
修道院院子里的十字架
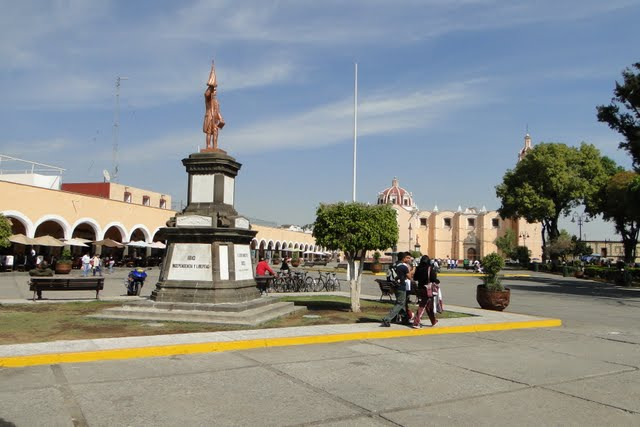
城市的中央广场
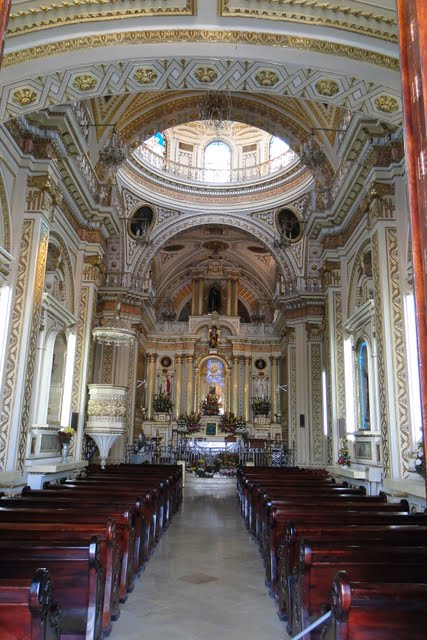
圣母安息者教堂的内部